# Schlesischer Zoologischer Garten

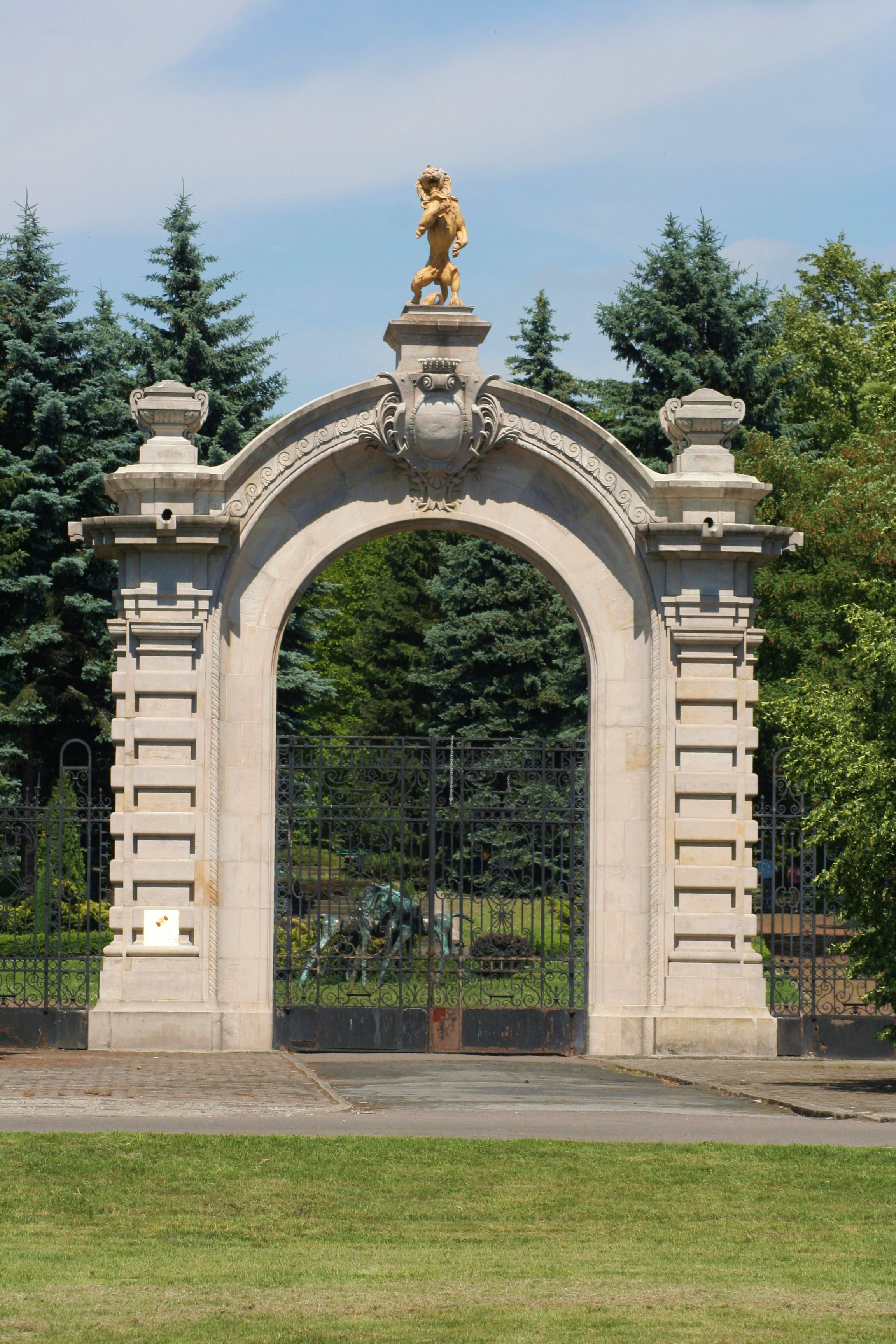
Eingangstor

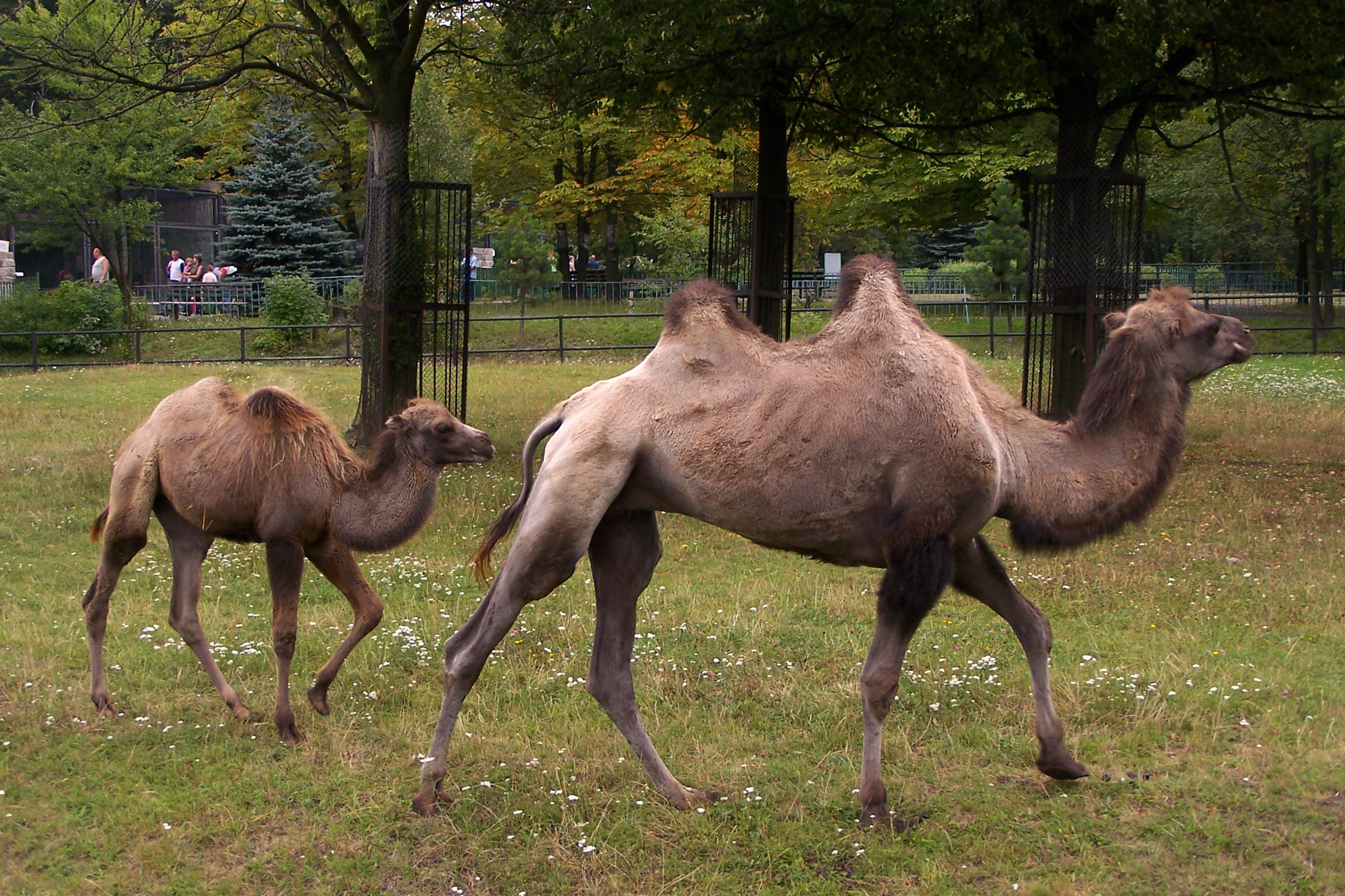
Kamele im Zoo

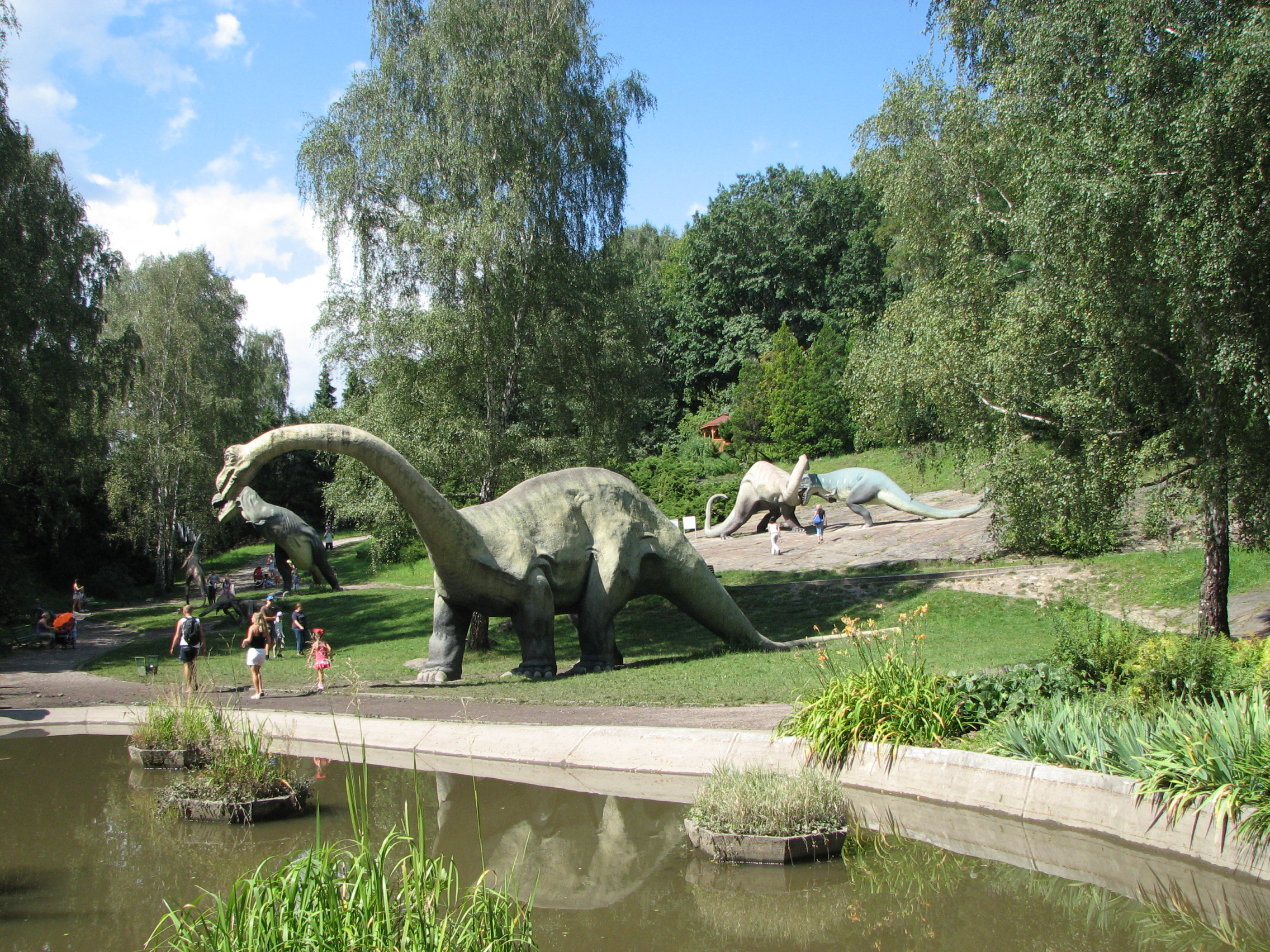
Das Dinosauriertal

Der Schlesische Zoologische Garten (auch Zoo Chorzów) befindet sich im Schlesischen Park in Chorzów (Königshütte O.S.). Er hat eine Fläche von 47,5 Hektar und verfügt über 2681 Tiere aus 312 Arten. Der Zoo wird jährlich von durchschnittlich 380.000 Personen besucht.
Der Zoo ist Mitglied in der European Association of Zoos and Aquaria.

## Geschichte
Die Errichtung des Zoos begann 1954 mit dem Bau von Tiergehegen. Danach wurden die Tiere aus den Zoos in Bytom (Beuthen O.S.) und Katowice (Kattowitz) in den neuen Zoo überführt. Die Zoos in Bytom und Katowice wiederum wurden aufgelöst und 1957 geschlossen. In Bytom verblieb bis 1966 nur ein Bärenzwinger. Das Eingangstor stammte aus dem Garten von Schloss Neudeck. 1958 wurde der neue Zoo eröffnet. 1965 wurde der Pavillon für Elefanten und Nilpferde fertiggestellt. 1975 wurde das Dinosauriertal fertiggestellt, in dem Skulpturen von mehreren Dinosaurierarten ausgestellt werden. Diese 16 Skulpturen aus Beton sind eine Rekonstruktion anhand der Skelette, die von 1963 bis 1971 durch eine Gruppe polnischer Paläontologen in der Wüste Gobi entdeckt wurden.
Zum Gelände des Zoos gehört auch ein Minizoo mit Kaninchen, Meerschweinchen, Hausziegen und Hausschafen.
Die Anlage wird zudem durch mehrere Skulpturen ergänzt wie zum Beispiel: Hummer, Schnecke, Neandertaler, verschiedene Menschenskulpturen und eine Pferdegruppe.